# Мартиненко Олег Костянтинович
Оле́г Костянти́нович Марти́ненко — полковник Збройних сил України, учасник російсько-української війни, лицар ордена Богдана Хмельницького.

## З життєпису
Миротворча діяльність розпочалася з Боснії і Герцеговини; з 1999 по 2001 рік був у складі миротворчої місії Цивільної поліції ООН, командир станції у місті Новий Град. У 2002—2003 роках перебував у Косові, офіцер контрольного відділу забезпечення Головного штабу місії у Приштині. У 2004—2005 роках був залучений до миротворчої місії в Іраку.
2014 року — в складі 93-ї бригади. Брав участь у боях за Донецький аеропорт і під Тоненьким; прізвисько «Метеор».